# Мир Джафар
Сеид Мир Джафар Али Хан Бахадур (бенг. সৈয়দ মীর জাফর আলী খান বাহাদুর; ок. 1691 — 5 февраля 1765) — 6-й наваб Бенгалии, Бихара и Ориссы (2 июня 1757 — 20 октября 1760, 25 июля 1763 — 5 февраля 1765). Могольский генерал, который стал первым навабом Бенгалии, зависимым от Британской Ост-Индской компании. Его правление считается началом британского империализма в индийской истории и ключевым шагом в установлении господства Великобритании на обширных территориях Индийского субконтинента.
Мир Джафар служил командующим бенгальскими войсками под командованием наваба Бенгалии Сираджа уд-Даулы, но предал его во время битвы при Плесси и сменил его на посту наваба Бенгалии после победы британцев в 1757 году. Мир Джафар получал военную поддержку от Британской Ост-Индской компании до 1760 года, но не смог удовлетворить различные британские требования. В 1758 году британский военачальник Роберт Клайв обнаружил, что Мир Джафар заключил договор с голландцами в Чинсуре через своего агента Ходжу Ваджида. Голландские военные корабли также были замечены в реке Хугли. Все эти обстоятельства привели к битве при Чинсуре в ноябре 1759 года. В октябре 1760 года Британская Ост-Индская компания заставила Мир Джафара отречься от престола в пользу своего зятя Мир Касима. Однако планы нового наваба Мир Касима по вытеснению Британской Ост-Индской компании из Бенгалии привели к его свержению. Мир Джафар был восстановлен в качестве наваба в 1763 году при поддержке Ост-Индской компании. Однако Мир Касим отказался принять свою отставку и начал безуспешную борьбу против Британской Ост-Индской компании. Мир Джафар правил до своей смерти 5 февраля 1765 года и похоронен на кладбище Джафаргандж в Муршидабаде, Западная Бенгалия. Мир Джафар остается спорной фигурой в истории Индии. Он стал символом предательства родины.

## Биография

### Первые годы
Мир Джафар родился около 1691 года в Дели, и был вторым сыном Сеида Ахмада Наджафи (Мир Мирака). В 1740 году ему был пожалован титул «Хан Бахадур». Второй башки (1739—1740), первый бакши (главный казначей) (1741—1748, 1748—1756), сипах салар (1748—1756, с 1757). В 1744 году за храбрость, проявленную в войне с маратхами, Мир Джафар получил императорский мансаб в 4 000 совар. Наиб субадар (заместитель губернатора) провинции Орисса (1748—1757), фаудждар Мединипура и Хугли (1748).
В 1747 году маратхские войска, возглавляемые Рагходжи I Бхонсле, начали совершать грабительские и захватнические набеги на владения Аливарди-хана, наваба Бенгалии. Во время вторжения маратхов в Ориссу, её субадар Мир Джафар и Атаулла-хан, фаудждар Раджмахала, отвели все отряды до прибытия могольского войска под командованием Аливарди-хана, наваба Бенгалии. Несмотря на это, в битве при Бурдване в марте 1747 года маратхские войска под командованием Рагходжи I Бхонсле были полностью разбиты. Аливарди-хан был разгневан поступком Мир Джафара.

### Наваб из Бенгалии

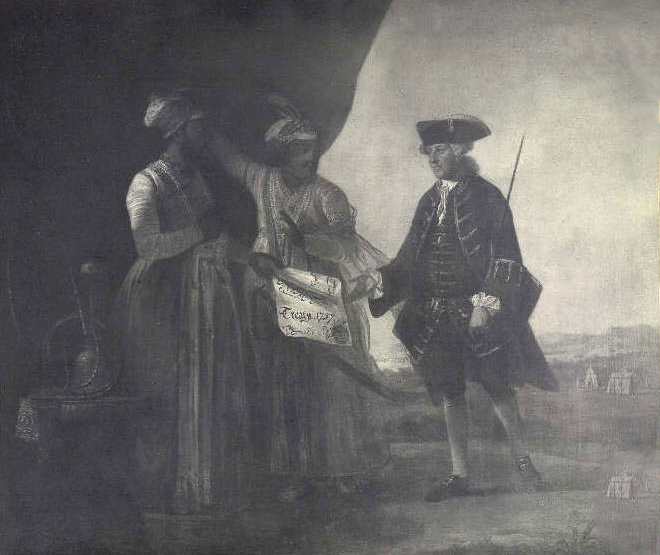
Мир Джафар и его старший сын Мир Миран доставили Уильяму Уоттсу договор 1757 года

Мир Джафар первоначально проявил лояльность к преемнику Аливарди-хана, Сираджу уд-Дауле (1756—1757), но предал его британцам в битве при Плесси (23 июня 1757 года). После поражения Сирадж уд-Даула и его последующей казни Мир Джафар осуществил свою давнюю мечту о захвате трона и был поддержан Британской Ост-Индской компанией в качестве марионеточного наваба Бенгалии. Мир Джафар заплатил 17 700 000 рупий в качестве компенсации за нападение на Калькутту Британской Ост-Индской компании и торговцам города. Кроме того, он давал взятки должностным лицам компании. Роберт Клайв, например, получил свыше двух миллионов рупий, а Уильям Уоттс — свыше одного миллиона. Но вскоре Мир Джафар понял, что требования Ост-Индской компании безграничны и попытался отделаться от британцев при помощи голландцев. Однако англичане разгромили голландцев в битве при Чинсуре в ноябре 1759 года и отомстили, вынудив Мир Джафара в октябре 1760 года отречься от престола в пользу своего зятя Мир Касима. Однако Мир Касим оказался одновременно способным и независимым, решительно осудив вмешательство Ост-Индской компании в управление его владениями. Новый бенгальский наваб Мир Касим организовал альянс, чтобы заставить Британскую Ост-Индскую компанию покинуть Индию. Вскоре компания вступила в войну с ним и его союзниками. Битва при Буксаре состоялась 22 октября 1764 года между войсками под командованием Британской Ост-Индской компании во главе с Гектором Мунро и объединённой армией Мир Касима, наваба Бенгалии, Шуджи ад-Даулы, наваба Ауда, и могольского императора Шаха Алама II. После поражения в битве при Буксаре наваб Бенгалии Мир Касим был свергнут с престола. Мир Джафар сумел вернуть себе доброе расположение британцев. Он во второй раз был провозглашен навабом Бенгалии в июле 1763 года и удерживал эту должность до своей смерти 5 февраля 1765 года.

### Бенгальская война

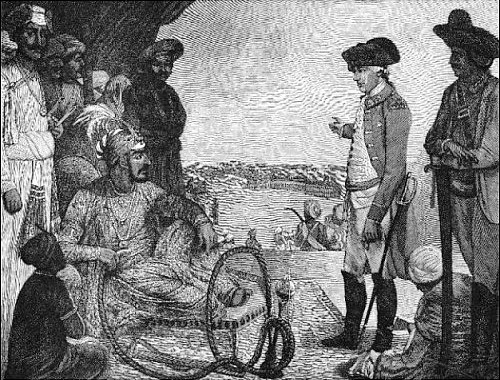
Император Великих Моголов Шах Алам II рассматривает войска Британской Ост-Индской кампании, рисунок 1781 года

В 1760 году, получив контроль над Бихаром, Ориссой и некоторыми частями Бенгалии, наследный принц Али Гаухар и его могольская армия из 30 000 человек намеревались свергнуть наваба Мир Джафара и Имад-уль-Мулька после того, как они пытались захватить или убить его, продвигаясь к Ауду и Патне в 1759 году. Но в конфликт вскоре вмешалась напористая Британская Ост-Индская компания. Моголов возглавлял принц Али Гаухар, которого сопровождали Мухаммед Кули-Хан, Хидаят Али, Мир Афзал и Гулам Хусейн Табатабай. Их силы были усилены силами Шуджа-ад-Даулы и Наджиб-уд-Даулы. К союзникам присоединились Жан Лоу и 200 французов, которые также вели кампанию против британцев во время Семилетней войны.
Хотя французы в конечном счете потерпели поражение, конфликт между Британской Ост-Индской компанией и Империей Великих Моголов будет продолжаться и закончится ничьей, которая в конечном итоге достигла кульминации во время битвы при Буксаре.

### Наследие

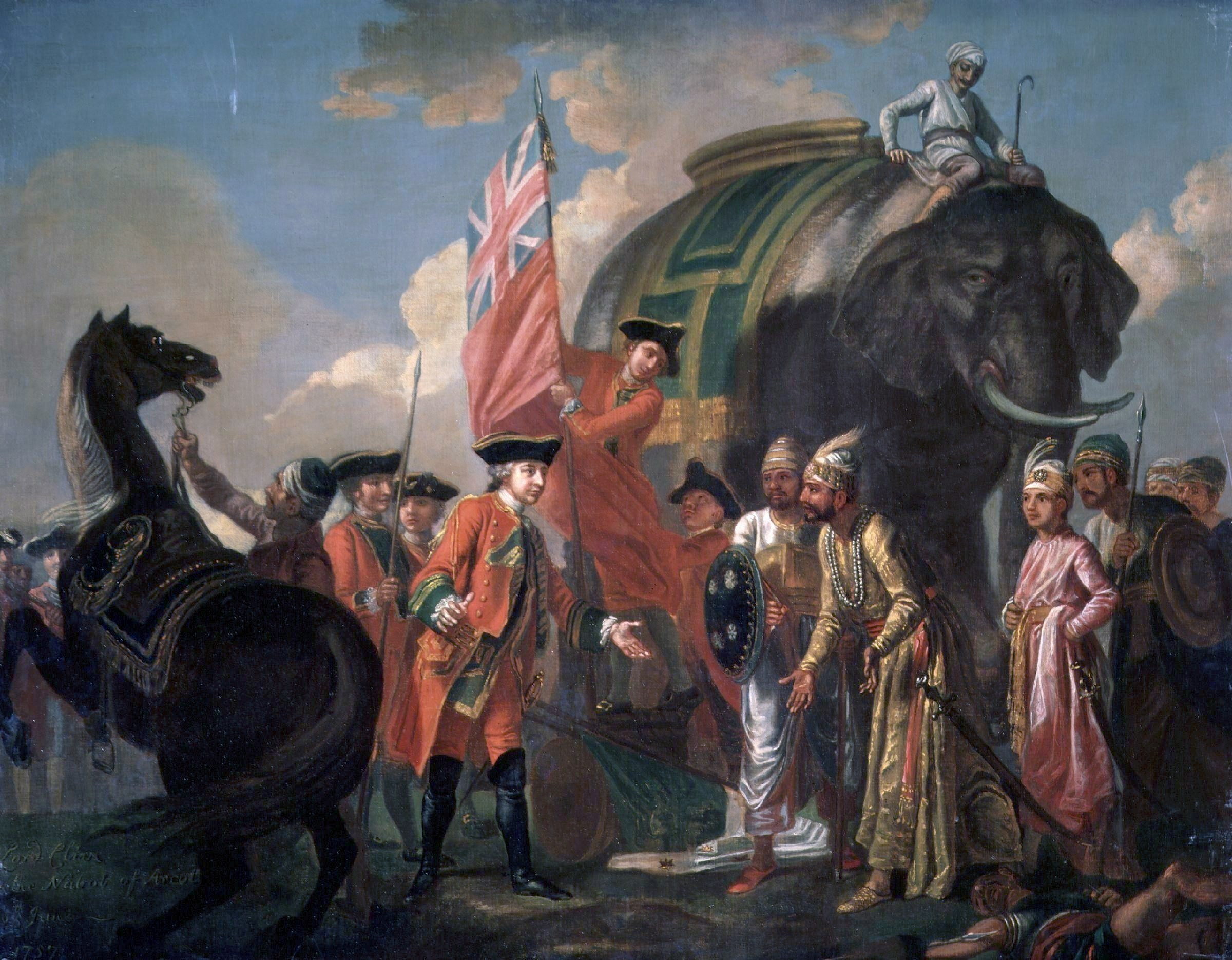
Британский генерал Роберт Клайв, 1-й барон Клайв, встречается с Мир Джафаром после битвы при Плесси в 1757 году

Распад централизованной империи Великих Моголов к 1750 году привел к созданию большого числа независимых государств в Северной, Центральной и Западной Индии, а также Северо-Западной Индии (ныне Пакистан) и части Афганистана (все провинции бывшей империи Великих Моголов). Каждое из них было в конфликте со своим соседом. Эти государства покупали оружие у Британских и Французских Ост-Индских компаний, чтобы подпитывать свои войны. Бенгалия была одним из таких государств. Британцы и французы поддерживали тех князей, которые обеспечивали их торговые интересы. Мир Джафар пришел к власти при поддержке Британской Ост-Индской компании. После разгрома Сираджа уд-Даулы, а затем и Мир Касима британцы укрепили свои позиции в Бенгалии и в 1793 году отменили Низамат (сюзеренитет Великих Моголов) и взяли под полный контроль бывшую провинцию Великих Моголов.

### Смерть и преемственность
5 февраля 1765 года наваб Бенгалии Мир Джафар скончался в Муршидабаде в возрасте 73-74 лет. Он был похоронен на кладбище Джафаргандж в Муршидабаде. Ему наследовал его второй сын Наджмуддин Али-хан (ок. 1747—1766), 9-й наваб Бенгалии, Бихара и Ориссы (1765—1766).

## Браки и дети
У Мир Джафара была четыре жены:
- с 1727 года Наваб Шах Ханум Сахиба (? — август 1779), сводной сестре Хисама уль-Мулька, Хусама уд-Даулы, Наваба Мухаммада Аливарди-хана Бахадура, наваба Бенгалии, Бихара и Ориссы, и дочери Шаха Кули-хана
- с 1746 года Мунни Бегум Сахиба (Гаддинашин Бегум) (1720 — 10 января 1813)
- Буббу Бегум Сахиба (? — 1809), дочь Саммена Али-хана
- Рахат-ун-Ниса (? — 17 января 1765), временная жна.

У Мир Джафара от четырех жен было шесть сыновей и шесть дочерей:
- Насир уль-Мульк, ала уд-Даула Наваб Мухаммад Садык Али-хан Бахадур Асад Джанг (Мир Миран) (? — 2 июля 1760), диван Бенгалии (1757—1760), сын Шах Ханум
- Шуджа уль-Мульк, Наджм уд-Даула, Наваб Сеид Наджм уд-Дин Али-хан Бахадур, Махабат Джанг (ок. 1747—1766), наваб Бенгалии, Бихара и Ориссы (1765—1766), сын Мунни Бегум
- Сайф уль-Мульк Шуджа ад-Даула, Наваб Сеид Наджабат Али-хан Бахадур, Шахамат Джанг (1750—1770), наваб Бенгалии, Бихара и Ориссы (1766—1770), сын Мунни Бегум
- Мансур уд-Даула, Наваб Сеид Ашраф Али-хан Бадахур, Сансам Джанг (? — 1770), наваб Бенгалии, Бихара и Ориссы (1770), сын Рахат-ун-Нисы
- Мутамид уль-Мульк, Мубарак уд-Даула, Наваб Сеид Мубарак али-хан Бахадур, Фируз Джанг (1759—1793), наваб Бенгалии, Бихара и Ориссы (1770—1793), сын Баббу Бегум
- Хади Али-хан Бахадур (умер в детстве), сын Баббу Бегум
- Наваб Фатима Бегум Сахиба, жена Мир Касима (? — 1777), наваба Бенгалии (1760—1763), дочь Шах Ханум
- Мисри Бегум
- Хуршид-ун-Ниса Бегум Сахиба
- Илахи Бегум
- Рашан-ун-Ниса Бегум Сахиба
- Хусайни Бегум (? — январь 1792), дочь Мунни Бегум.